# Листец (Силистренская область)
Листец (болг. Листец) — село в Болгарии. Находится в Силистренской области, входит в общину Главиница. Население составляет 598 человек.

## Политическая ситуация
В местном кметстве Листец, в состав которого входит Листец, должность кмета (старосты) исполняет Ерджан Есман Реджеб (независимый) по результатам выборов правления кметства.
Кмет (мэр) общины Главиница — Насуф Махмуд Насуф (Движение за права и свободы (ДПС)) по результатам выборов в правление общины.